# Либштадт
Либштадт (нем. Liebstadt) — город в Германии, в земле Саксония. Подчинён земельной дирекции Дрезден. Входит в состав района Саксонская Швейцария. Подчиняется управлению Бад Готтлойба-Берггисхюбель.  Население составляет 1331 человек (на 31 декабря 2010 года). Занимает площадь 37,41 км². Официальный код  —  14 2 87 230.
Город подразделяется на 8 городских районов.

## Фотографии

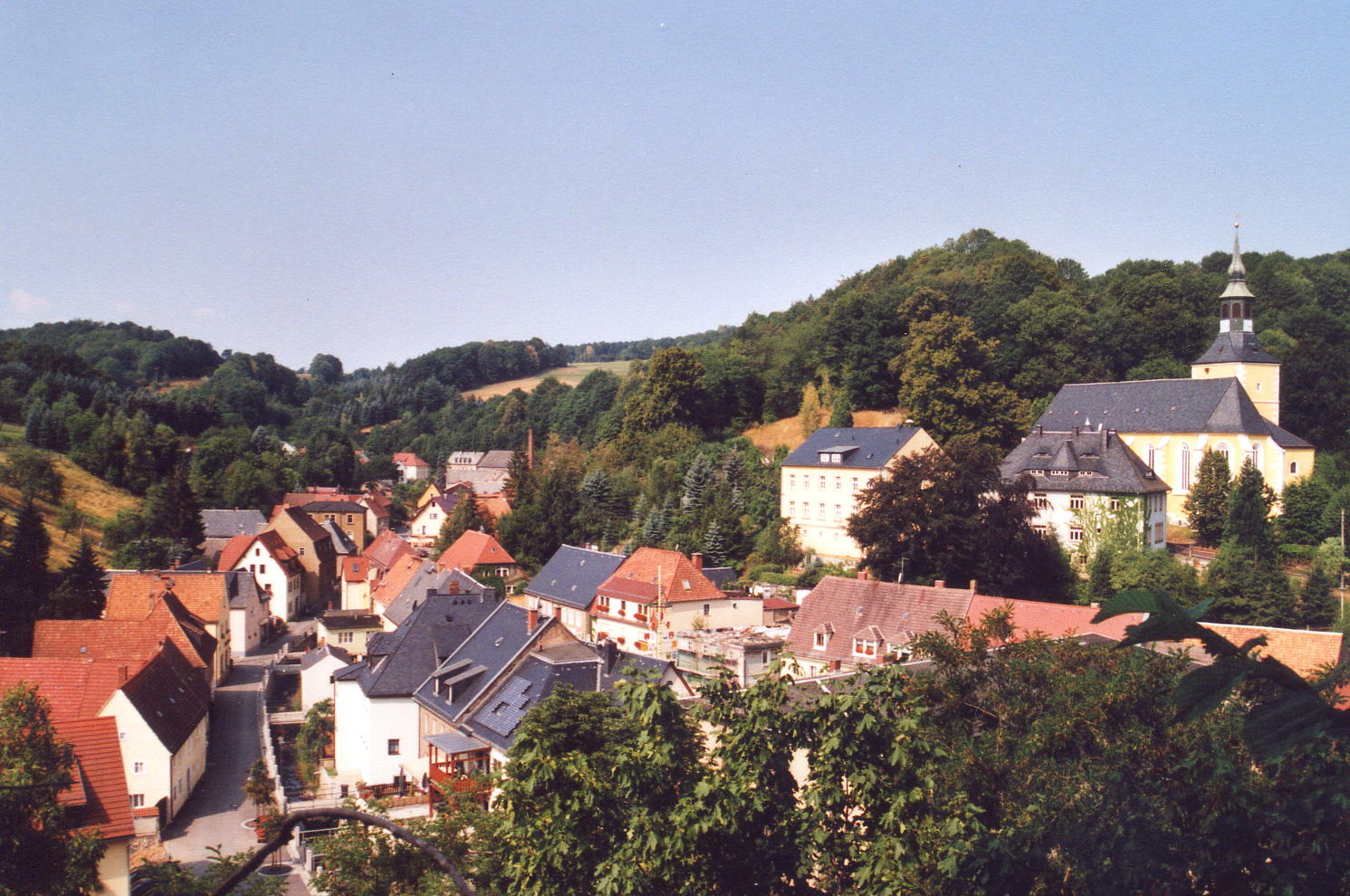
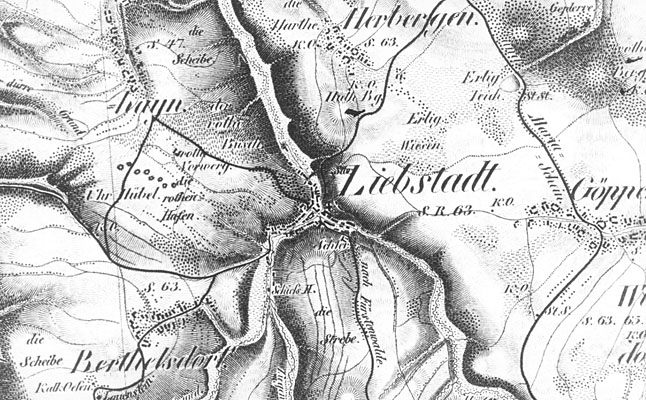
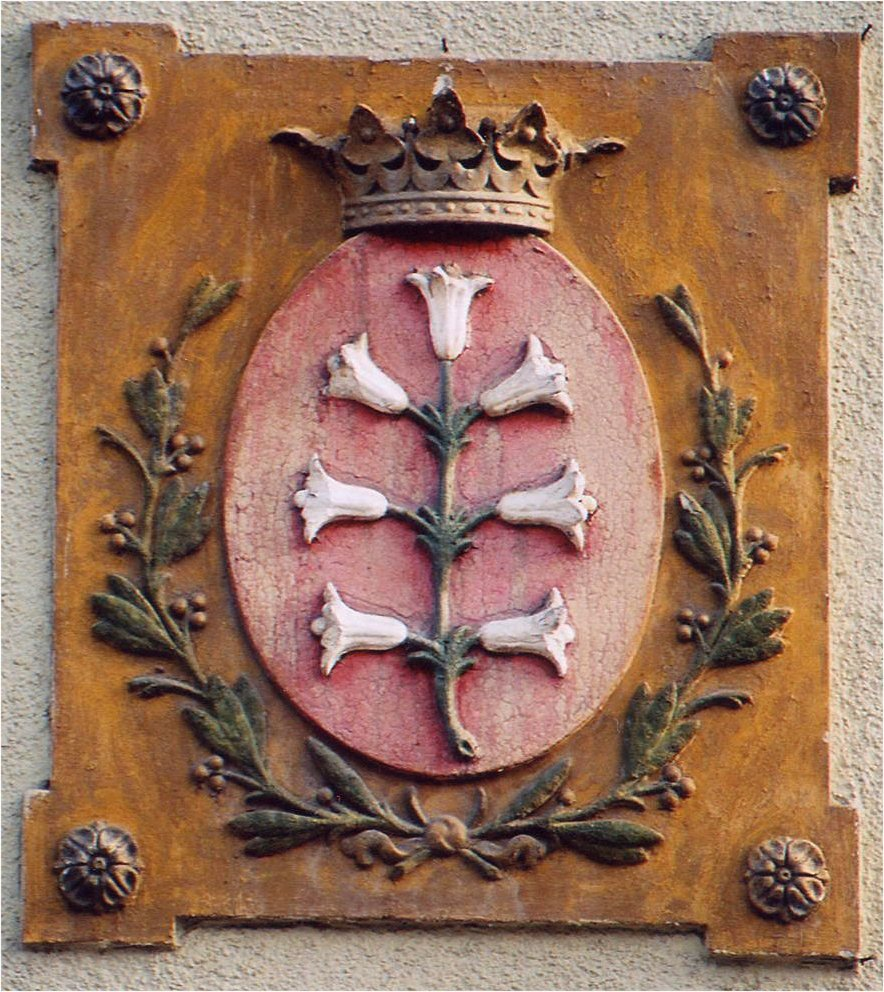
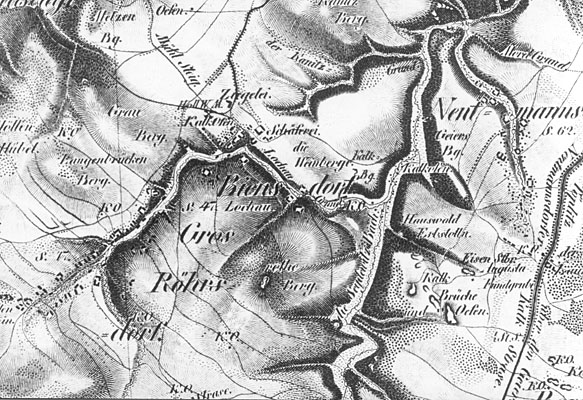
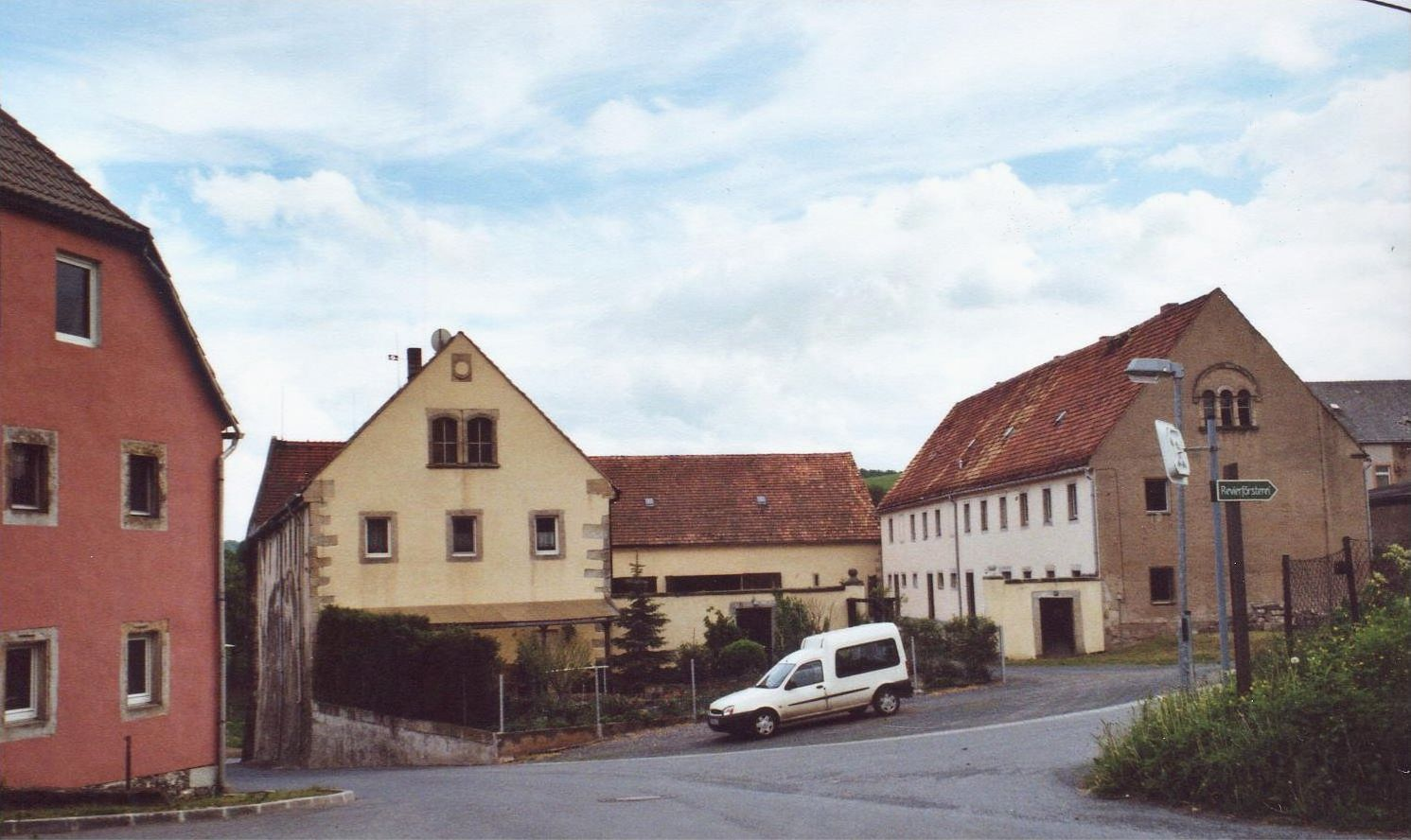
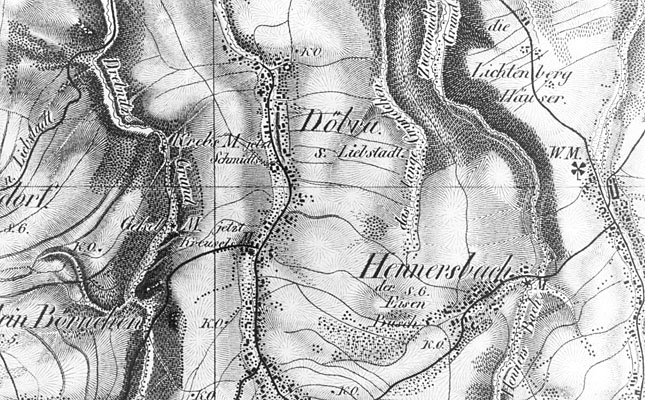
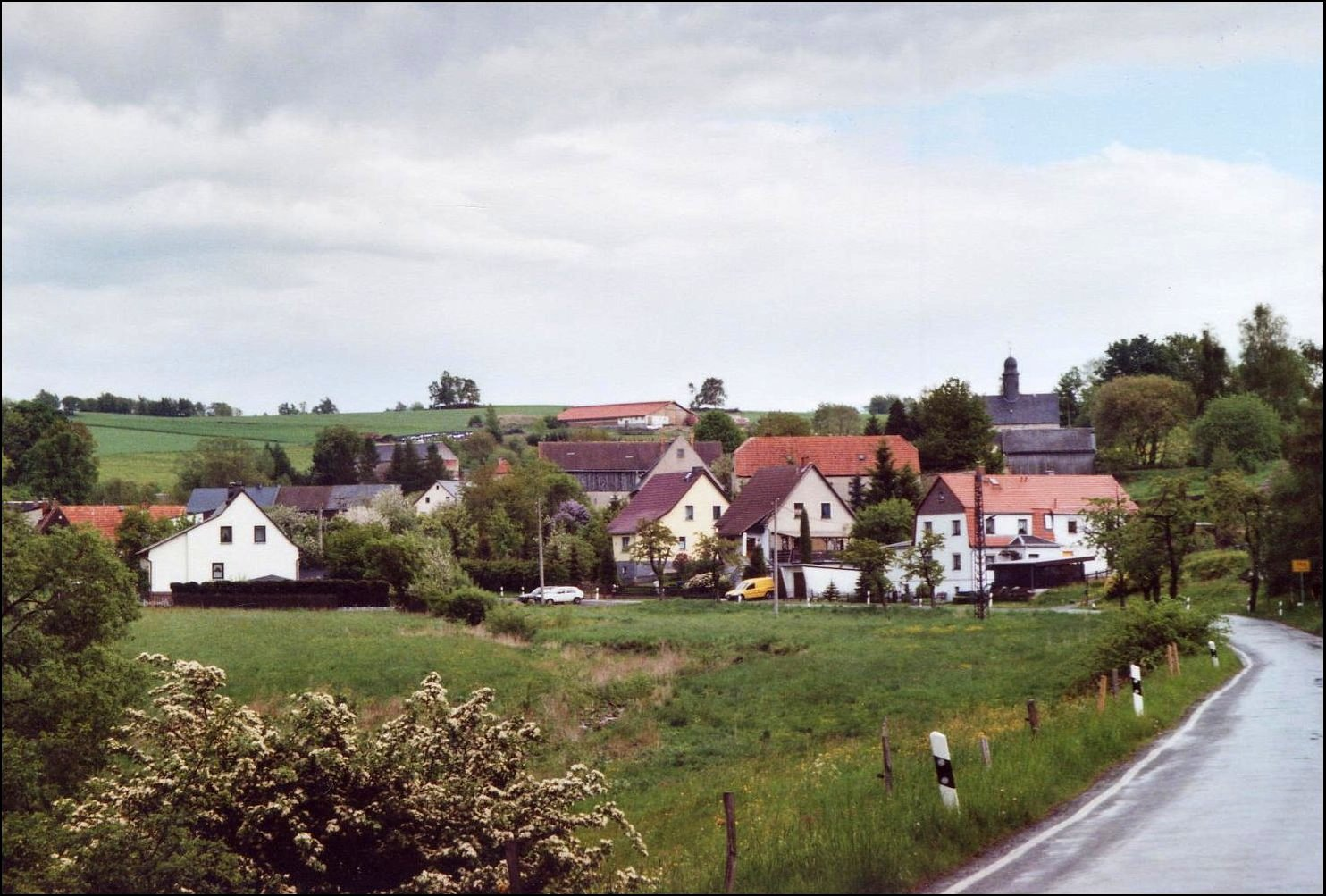
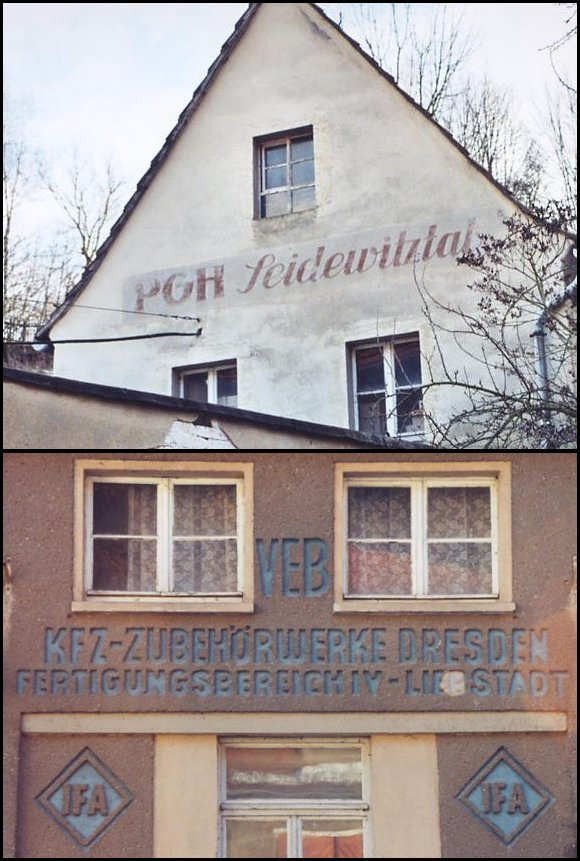
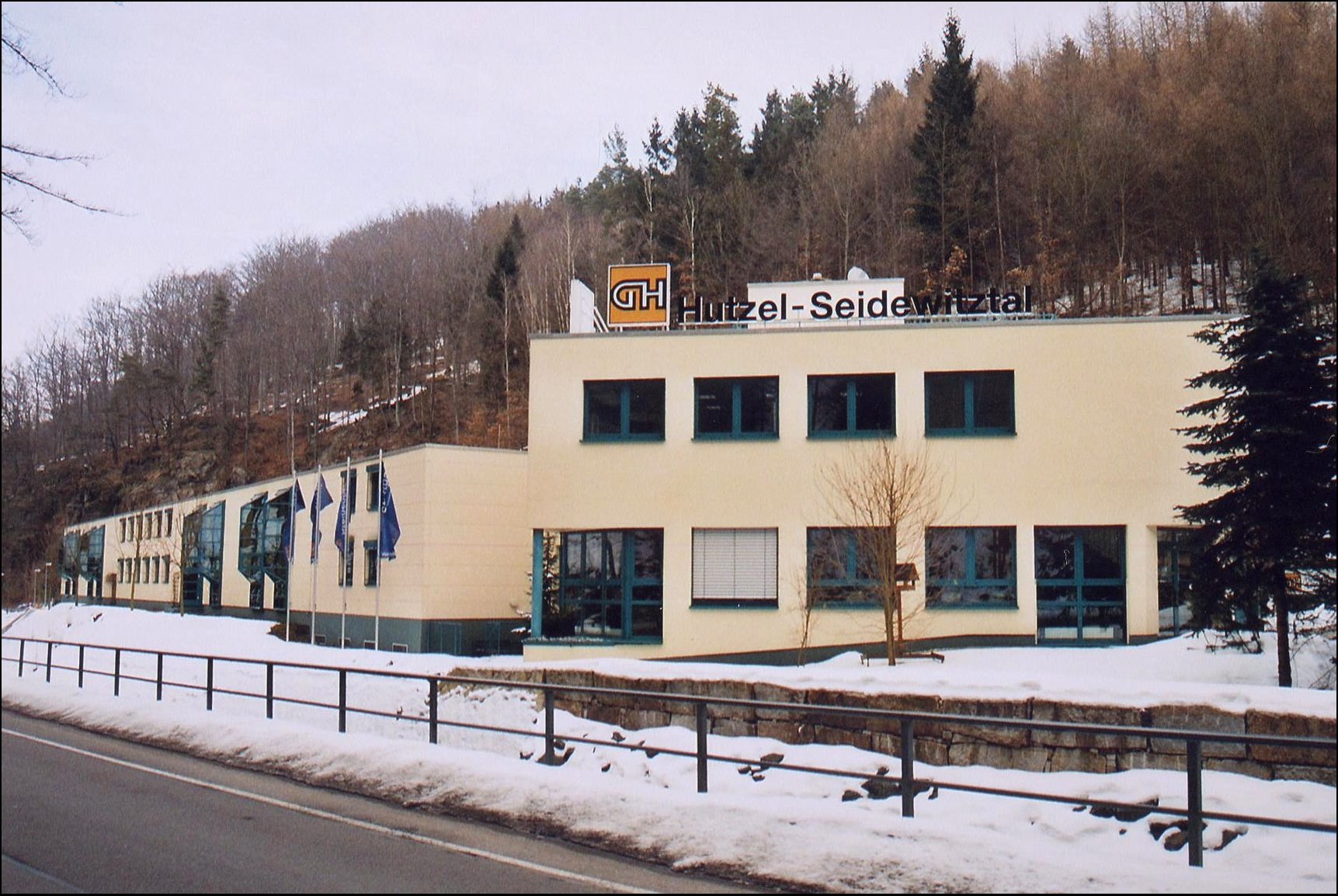
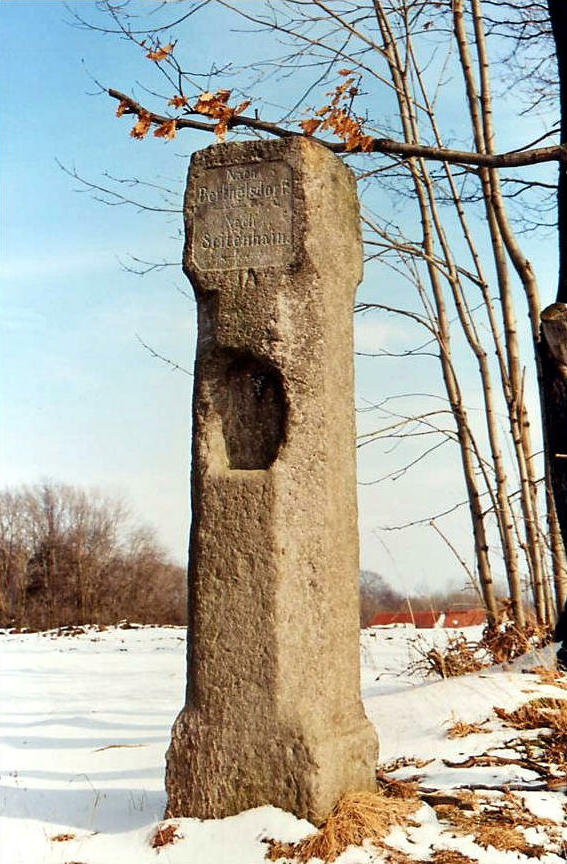
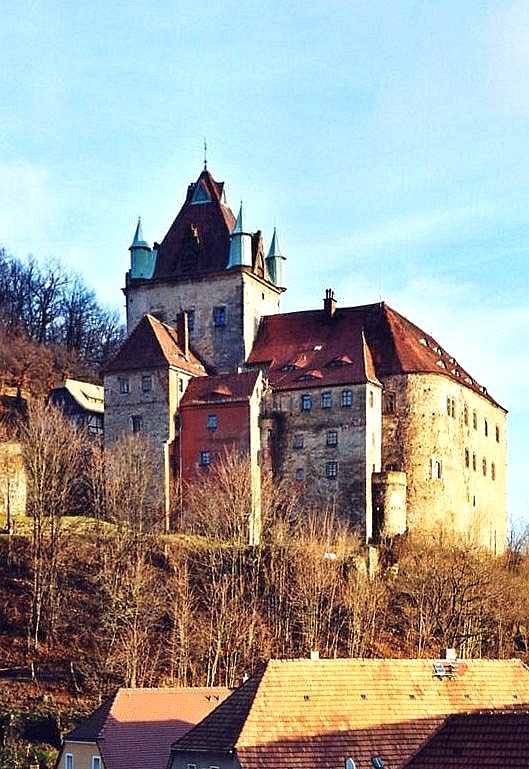
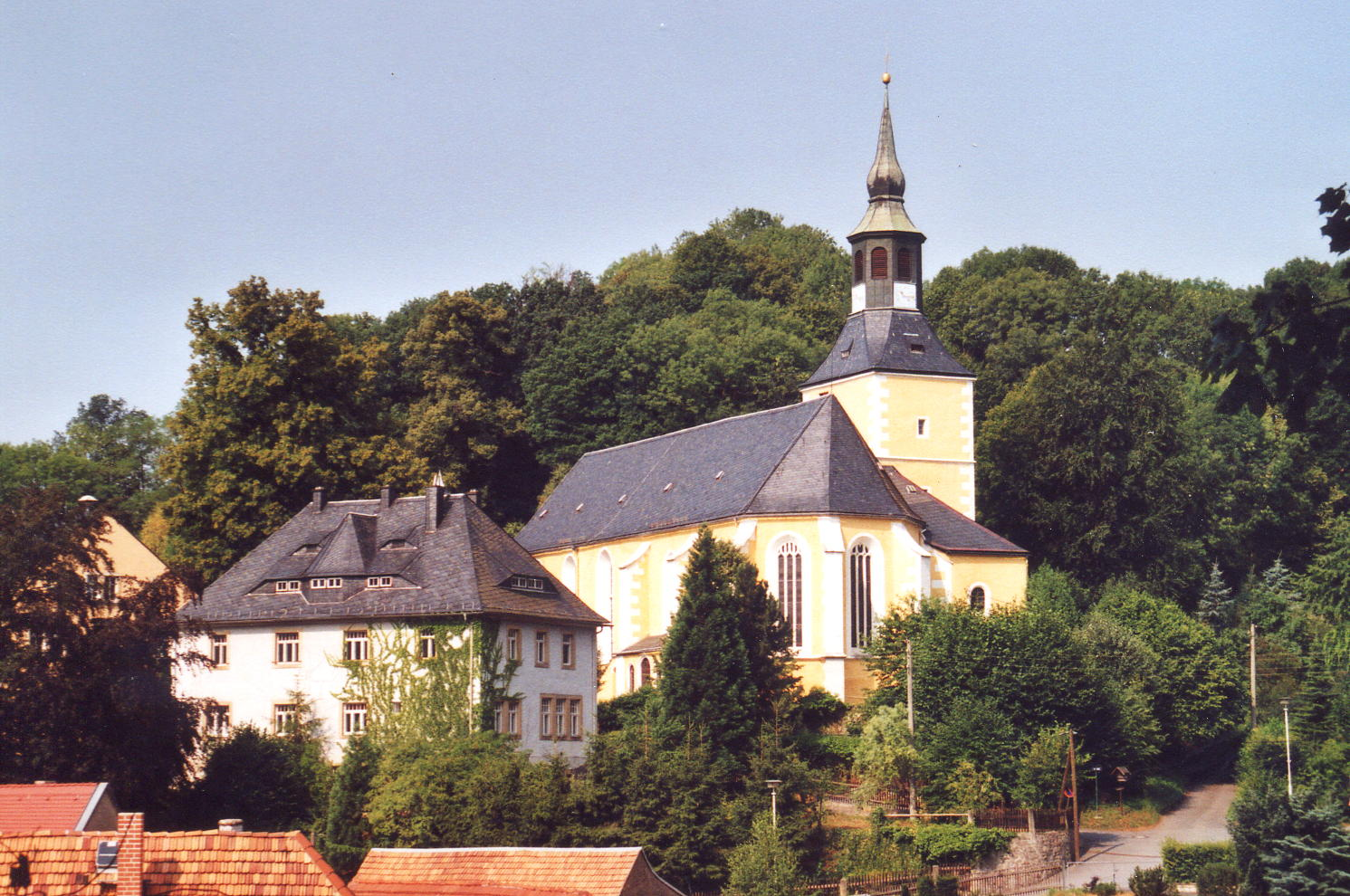
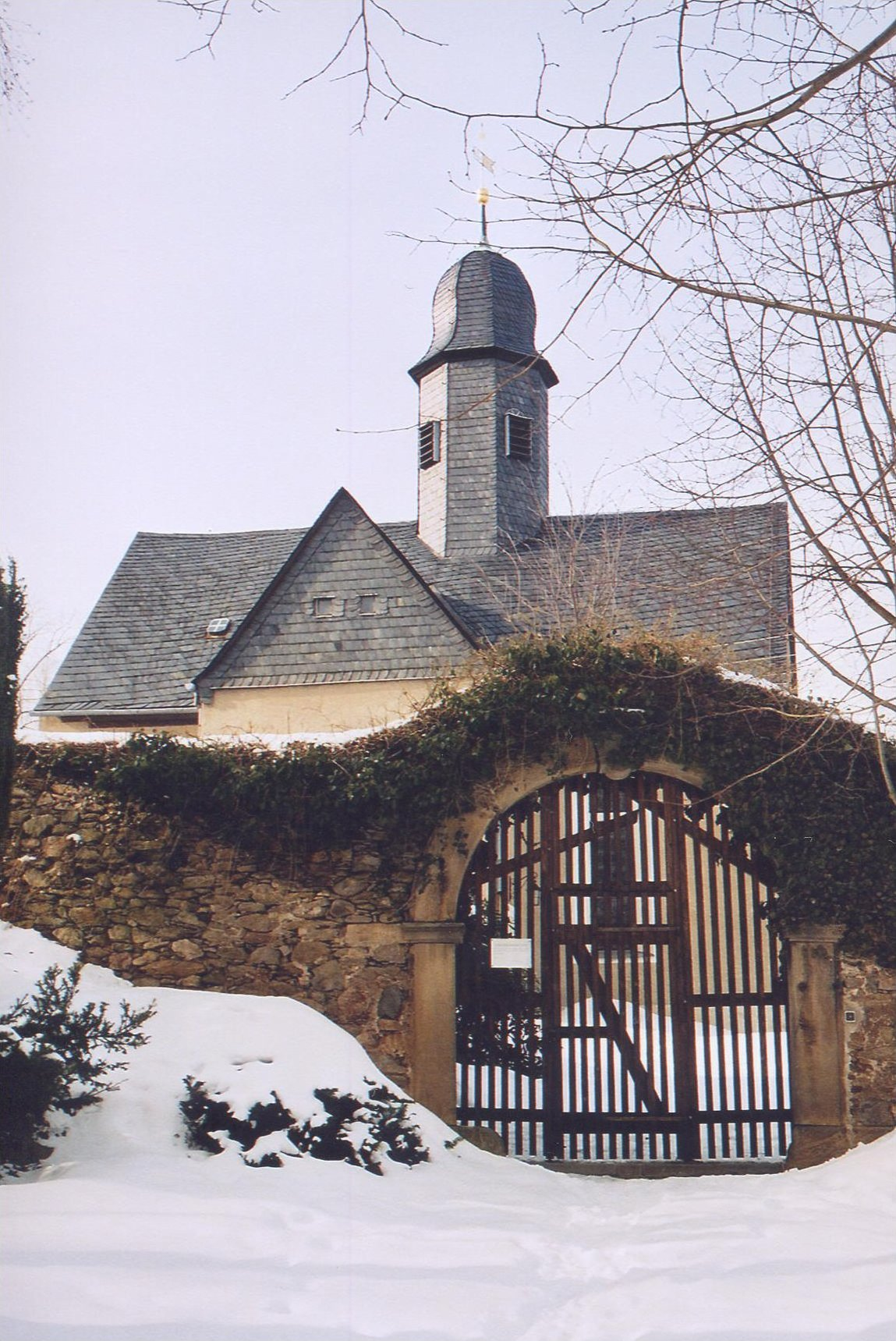